# Koroshi Ai
Koroshi Ai (殺し愛 (Sát Ái) n.đ. '"Tình yêu giết chóc"') là một series manga Nhật Bản được sáng tác bởi Fe. Truyện đã được đăng nhiều kỳ trên Nguyệt san Comic Gene của Media Factory từ tháng 10 năm 2015 và đã được tổng hợp thành 12 tập tankōbon. Manga được mua bản quyền tại Bắc Mỹ bởi Yen Press. Một bộ anime truyền hình chuyển thể thực hiện bởi Platinum Vision được công chiếu từ tháng 1 đến tháng 3 năm 2022.
Câu chuyện xoay quanh Chateu Dankworth một thợ săn tiền thưởng và Son Ryang Ha một sát thủ

## Nhân vật
Chateau Dankworth (シャトー・ダンクワース Shatō Dankuwāsu)
Lồng tiếng bởi: Komatsu Mikako (drama CD), Ōnishi Saori (anime)

Son Ryang-ha (ソン・リャンハ Son Ryanha)
Lồng tiếng bởi: Yusa Koji (drama CD), Shimono Hiro (anime)

Euripedes Ritzland (エウリペデス・リッツラン Euripedesu Rittsuran)
Lồng tiếng bởi: Tsuda Kenjiro (drama CD), Horiuchi Ken'yu (anime)

Indo-jin (インド人 Người Ấn Độ)
Lồng tiếng bởi: Kakihara Tetsuya (drama CD), Amasaki Kōhei (anime)

Hou (ホー Hō)
Lồng tiếng bởi: Maeno Tomoaki (anime)
Donny (ドニー Donī)
Lồng tiếng bởi: Ōtsuka Hōchū (anime)
Jinon (ジノン)
Lồng tiếng bởi: Murase Ayumu (anime)
Nikka (ニッカ)
Lồng tiếng bởi: Morita Masakazu (anime)
Mifa (ミファ)
Lồng tiếng bởi: Hikasa Yōko (anime)
Song Ryang-ha (ソン・リャンハ Son Ryanha)
Lồng tiếng bởi: Masuda Toshiki (anime)

## Truyền thông

### Manga
Koroshi Ai là một bộ manga do Fe viết và minh họa. Fe lần đầu tiên xuất bản câu chuyện trên Pixiv với tựa đề Koroshiai couple manga ga yomitē nā to omotteta kara nanka kaki hajimeteta (殺し愛カップル漫画が読みてぇなぁと思ってたらなんか書き始めてた dịch: Tôi muốn đọc một manga kể về một cặp đôi sát ái nên tôi đã bắt đầu viết cái gì đó) vào tháng 10 năm 2012 và đã đạt được hơn 5,4 triệu lượt xem trên trang web. Fe tiếp tục sáng tác phần tiếp theo với tựa đề Koroshiai Couple manga ga yomitai dake no kobanashi (殺し愛カップル漫画が読みたいだけの小話 dịch: Câu chuyện nhỏ của manga về cặp đôi sát ái mà tôi chỉ muốn đọc). Trong vòng ba năm kể từ khi truyện được sáng tác, nó đã được chọn để tiếp tục xuất bản trong tạp chí Nguyệt san Comic Gene của Media Factory kể từ tháng 10 năm 2015.
Một drama CD chuyển thể đã được phát hành dưới dạng một vật phẩm đi kèm với số phát hành tháng 3 năm 2018 của Nguyệt san Comic Gene. Vào tháng 10 năm 2020, manga được cấp phép phát hành bằng tiếng Anh tại Bắc Mỹ bởi Yen Press.

#### Danh sách phát hành
| #  | Ngày phát hành ja | ISBN ja           |
| -- | ----------------- | ----------------- |
| 1  | 26 tháng 3, 2016  | 978-4-04-068238-9 |
| 2  | 27 tháng 10, 2016 | 978-4-04-068570-0 |
| 3  | 27 tháng 4, 2017  | 978-4-04-069159-6 |
| 4  | 27 tháng 10, 2017 | 978-4-04-069478-8 |
| 5  | 27 tháng 4, 2018  | 978-4-04-069831-1 |
| 6  | 25 tháng 10, 2018 | 978-4-04-065192-7 |
| 7  | 27 tháng 4, 2019  | 978-4-04-065652-6 |
| 8  | 26 tháng 10, 2019 | 978-4-04-064085-3 |
| 9  | 27 tháng 6, 2020  | 978-4-04-064561-2 |
| 10 | 25 tháng 12, 2020 | 978-4-04-680044-2 |
| 11 | 27 tháng 7, 2021  | 978-4-04-680554-6 |
| 12 | 26 tháng 3, 2022  | 978-4-04-681236-0 |

### Anime
Ngày 11 tháng 12 năm 2020, Kadokawa thông báo rằng một bộ anime truyền hình chuyển thể đang được sản xuất. Anime được hoạt họa bởi Platinum Vision và được đạo diễn bởi Ōba Hideaki, với Hisao Ayumu viết kịch bản, Satō Yōko thiết kế các nhân vật và Yoshikawa Kei soạn nhạc. Anime được công chiếu vào ngày 13 tháng 1 năm 2022 trên Tokyo MX và các mạng lưới truyền hình khác. Bài hát chủ đề mở đầu là "Midnight Dancer" thể hiện bởi Masuda Toshiki, trong khi bài hát chủ đề kết thúc là "Makoto Periodo" thể hiện bởi Kobayashi Aika. Crunchyroll cấp phép cho anime bên ngoài Nhật Bản.
Vào ngày 13 tháng 1 năm 2022, Crunchyroll thông báo phiên bản lồng tiếng Anh của anime, khởi chiếu vào ngày 23 tháng 2 cùng năm.

#### Danh sách tập
| TT. | Tiêu đề             | Đạo diễn          | Biên kịch   | Ngày phát hành gốc  |
| --- | ------------------- | ----------------- | ----------- | ------------------- |
| 1   | "WHAT'S YOUR NAME?" | Ōba Hideaki       | Hisao Ayumu | 13 tháng 1 năm 2022 |
| 2   | "TARGET"            | Ōba Hideaki       | Hisao Ayumu | 20 tháng 1 năm 2022 |
| 3   | "ROOM"              | Niwa Motohiko     | Hisao Ayumu | 27 tháng 1 năm 2022 |
| 4   | "REAL FACE"         | Nagahama Norihiko | Hisao Ayumu | 3 tháng 2 năm 2022  |
| 5   | "LIMIT"             | Ōba Hideaki       | Hisao Ayumu | 10 tháng 2 năm 2022 |
| 6   | "DARK DREAM"        | Niwa Motohiko     | Hisao Ayumu | 17 tháng 2 năm 2022 |
| 7   | "BULLET"            | Niwa Motohiko     | Hisao Ayumu | 24 tháng 2 năm 2022 |
| 8   | "CONFUSE"           | Matano Hiromichi  | Hisao Ayumu | 3 tháng 3 năm 2022  |
| 9   | "A WAR TRIGGER"     | Ōba Hideaki       | Hisao Ayumu | 10 tháng 3 năm 2022 |
| 10  | "HELP"              | Niwa Motohiko     | Hisao Ayumu | 17 tháng 3 năm 2022 |
| 11  | "WORST"             | Satō Mitsutoshi   | Hisao Ayumu | 24 tháng 3 năm 2022 |
| 12  | "MY NAME"           | Niwa Motohiko     | Hisao Ayumu | 24 tháng 3 năm 2022 |